# Ponce Inlet
Ponce Inlet è un comune degli Stati Uniti d'America, situato nello Stato della Florida, nella contea di Volusia.